# 101 Geniebataljon
101 Geniebataljon is een genie-bataljon van de Koninklijke Landmacht. Het heeft een aantal taken zoals het uitvoeren van constructiewerkzaamheden (ook onder water) en het bouwen van bruggen.
Het bataljon bouwt de compounds voor eenheden van de landmacht, luchtmacht en mariniers die voor langere tijd ingezet worden in het buitenland. De bouw omvat de complete infrastructuur (wegen, gebouwen, bruggen) en alle nutsvoorzieningen (zoals elektra en water). 101 geniebataljon wordt ook wel de “aannemer van defensie” genoemd.
Het 101 Geniebataljon maakt deel uit van het Operationeel Ondersteuningscommando Land.

## Organisatie
Het 101 Geniebataljon is samengesteld uit 4 compagnieën en bestaat uit circa 500 militairen.
- 101 Stafcompagnie (101 Ststcie)
- 102 Constructiecompagnie (102 Constcie)
- 103 Constructiecompagnie (103 Constcie)
- 105 Geniecompagnie Waterbouw (105 Brcie)

De stafcompangnie en constructiecompagnieën zijn gelegerd in de Prinses Margrietkazerne in Wezep.  De Geniecompagnie Waterbouw is gevestigd aan het Engelsche Gat in 's-Hertogenbosh.

## 105 Geniecompagnie Waterbouw
105 Brugcompagnie is de bruggenbouwspecialist van de Koninklijke Landmacht. In totaal bestaat de eenheid uit circa 120 militairen (pontonniers). 105 Brugcompagnie beschikt over twee brugpelotons, een duikerpeloton en een staf/ logistiekpeloton ter aansturing en ondersteuning.
Elk brugpeloton heeft de beschikking over 24 Scania-Wissellaadsystemen (WLS) om de ladingen te vervoeren die nodig zijn om een vlot of een brug op het water te bouwen. Na te water laten klappen ze open en vormen een brugdeel. Deze delen kunnen aan elkaar worden gekoppeld en middels een bootbruggenbouw op hun plaats worden gebracht en gehouden. De pelotons hebben allebei de beschikking over 90 meter pontonbrug of 3× een vlot van 35 meter. Deze onderdelen hebben een maximale laadcapaciteit van 40 of 70 ton, afhankelijk van de configuratie van de vlotten. Door de zeer beperkte diepgang (60 cm) kunnen de vlotten overal komen. Bij een overstroming zijn de vlotten dan ook geschikt om te ondersteunen bij ondergelopen landerijen om bijvoorbeeld mensen en vee naar veiligere gebieden te verplaatsen. Een andere mogelijkheid is het vervoeren van noodhulp materialen naar de getroffen gebieden. Daarnaast is het materiaal ook al meerdere keren ingezet om te steunen bij het storten van puin en het bergen van kleine vaartuigen. Andere, uitgelezen ondersteuningsmiddelen zijn de mattenlegger, rubberboten en waterpompen. Met de mattenlegger kan in een paar minuten een wegverbetering worden uitgevoerd van 50 meter. De rubberboten zijn overal snel en flexibel inzetbaar om bijvoorbeeld mensen te vervoeren. De capaciteit van de waterpomp is 60 m³/u bij een opvoerhoogte van 6 meter. Binnen de pelotons is de kennis aanwezig om naast de vouwbrug nog veel meer verschillende soorten bruggen te bouwen. Hierbij kunt u denken aan baileybrug,
Medium Girder Bridge (MGB) en de houten brug. Naast de taken op en rondom het water zijn de brugpelotons in staat om constructies te bouwen of te repareren. Binnen de brugpelotons zijn de middelen en de mensen aanwezig op het gebied van bouwkunde, installatietechniek en elektrotechniek. Met de middelen en de mensen zijn ze bijvoorbeeld in staat om een douche- of toiletunit op te bouwen en aan te sluiten.
Het duikerpeloton bestaat uit een commandogroep, twee constructie duikgroepen en een geneeskundige groep, samen goed voor een personele sterkte van 22 man. Met uitzondering van het tweekoppige, geneeskundig personeel is iedereen opgeleid als SCUBA en Surface Supplied Equipment (SSE) duiker. De twee duikgroepen kunnen afzonderlijk van elkaar zelfstandig optreden als multifunctionele duikploeg van 7 personen. Als het peloton compleet optreedt, is het mogelijk om grotere opdrachten van langere duur uit te voeren. Het duikerpeloton beschikt over SCUBA duikuitrusting en Surface Supplied Equipment (SSE). Hiermee kunnen alle mogelijke duikopdrachten worden uitgevoerd tot een diepte van 60 meter. Daarnaast beschikt het peloton over een uitgebreide gereedschapsuitrusting, zowel voor gebruik boven als voor onder water. Voorbeelden hiervan zijn hydraulische (kern)boren, breekhamers, slijptollen en kettingzagen. Ook beschikt het peloton over elektrische las- en snijuitrusting.
Al het materiaal is gestandaardiseerd in voertuigen en/of containers en is dus snel inzetbaar. Qua mobiliteit beschikt het duikerspeloton over diverse vrachtwagens en boten. De geneeskundige groep heeft voldoende medische kennis en uitrusting om volledig onafhankelijk van andere instanties op te kunnen treden; zijn hoofduitrustingsstuk is de mobiele behandelings- en compressietank.
In het verleden is 105 Brugcompagnie operationeel ingezet bij de watersnood in Mozambique in 1995 en later in Kosovo. Civiele inzet is zowel gepland als ongepland. Voorbeelden van geplande inzet in Nederland zijn de tijdelijke bruggen bij jaarlijkse evenementen als de Vierdaagse van Nijmegen, de Rode Kruis Bloesemtocht en het Bevrijdingsconcert op de Amstel.
Ongeplande inzet, oftewel civiele bijstand, werd ingeroepen na een storm in de nacht van 31 oktober op 1 november 2006. Hierbij raakten bij het Friese Marrum circa 100 paarden ingesloten door het hoge water. Bij de reddingsoperaties werd eveneens de hulp ingeroepen van 105 brugcompagnie. Het plan was om met behulp van een pontonbrug de paarden in groepjes van 10 naar de vaste wal te brengen. Echter, na het luwen van de storm daalde het water zodanig dat op 2 november de reddingspogingen van de genie gestaakt zijn, omdat het water niet meer diep genoeg was voor het plaatsen van de pontons. Later zijn behulp van lokpaarden en daarop ruiters de overlevende dieren naar het vasteland begeleid.
Een ander voorbeeld van civiele bijstand is de assistentie bij het herstellen van de stroomvoorziening in de Bommelerwaard en een groot deel van de Tielerwaard op 13 december 2007. Het gebied zat zonder stroom nadat een Apache helikopter van de Koninklijke Luchtmacht tijdens een trainingsvlucht op woensdagavond daarvoor tegen een hoogspanningsmast was gevlogen. De getroffen hoogspanningsmast was moeilijk te bereiken door zeer hoog staand water. Een peloton van 105 brugcompagnie heeft daarom in het stroomgebied van de Waal bij Heesselt een ponton tegen de voet van de hoogspanningsmast gelegd. Een varend ponton heeft daarna de monteurs en materieel van netbeheerder Continuon naar het kunstmatige eiland vervoerd.
In maart 2011 is 105 Brugcompagnie verhuisd van de Prinses Margrietkazerne in Wezep naar defensiecomplex Het Engelense Gat in 's-Hertogenbosch. Vaak wordt deze locatie aangeduid als 'de bruggenschool in Hedel'. Op deze locatie zit 105 Brugcompagnie samen met het Instructiepeloton Bruggen en Varen van het OTC Genie. Deze locatie biedt ideale mogelijkheden om het hele jaar door te oefenen in en op het water.
Eind 2012 werd de 105 Brugcompagnie uitgebreid met een ondersteuningsdetachement waardoor er meer nadruk kan gelegd worden op de constructietaak, met name rond het water. De naam van de eenheid is hierna gewijzigd naar 105 Geniecompagnie Waterbouw.

## Reorganisatie van Verdedigingscompagnie
Voor 2011 had 101 Geniebataljon 5 compagnieën.  De 104 Constructiecompagnie is in dat jaar opgeheven en 101 NBC verdedigingscompagnie werd ondergebracht bij 11 Pantsergeniebataljon van 43 Gemechaniseerde Brigade en gereorganiseerd tot 101 CBRNVerdedigingscompagnie. De nieuwe 101 CBRN-verdedigingscompagnie heeft beschikking over 134 militairen en bestaat uit een staf/logistiek peloton, drie CBRN-ontsmettingspelotons en een CBRN Detectie, identificatie en monotoringpeloton.

### Staf/logistieke peloton
Het staf/logistieke peloton zorgt voor bevoorrading van de compagnie met voedsel, water en munitie, kleding, brandstof etc. Ook de administratie en de staf van de compagnie behoren tot dit peloton.

### CBRN-ontsmettingspelotons
Elk van de 3 ontsmettingspelotons bestaat uit 2 groepen die elk in circa een half uur een ontsmettingsstraat kunnen inrichten. Besmette personen en voertuigen die in aanraking zijn geweest met een chemische vervuiling worden in een ontsmettingsstraat (“wasstraat”) schoongespoten. Bij oefeningen wordt hiervoor een soort behangplaksel vermengd met kalk gebruikt, bij echte besmettingen wordt een oplossing van tien procent xyleen gebruikt om de besmetting te immuniseren.

### Detectie, Identificatie en Monitoringpeloton
Het Detectie, Identificatie en Monitoringpeloton is uitgerust met zesmaal een Fuchs-N/C. Dankzij een overdruksysteem kunnen vanuit het voertuig bodem-, lucht- en watermonsters worden genomen. Apparatuur aan boord kan direct luchtmonsters analyseren op de aanwezigheid van één of meer van de 30 000 stoffen uit een database. Stralingsmeters kunnen radioactiviteit meten. Het voertuig is niet uitgerust voor het detecteren van biologische strijdmiddelen (bacteriën, toxinen, virussen), hiervoor zal het monsters moeten verzamelen die daarna in een laboratorium moeten worden geanalyseerd. Daarnaast verzamelt het voertuig lokale meteorologische gegevens (zoals bodemtemperatuur, windrichting, luchtvochtigheid) om voorspellingen te kunnen doen over CBRN-gevarengebieden. Alle gegevens kunnen digitaal worden verstuurd naar CBRN specialisten die ze evalueren en commandanten kunnen adviseren. Het voertuig kan routes verkennen met een snelheid van 30 km/h. De Fuchs-N/C kan gedurende langere tijd in achter de voorste linies en/of in met chemische wapens besmet gebied opereren. In radioactief besmette gebieden kan de Fuchs-N/C slechts gedurende korte tijd opereren.
De compagnie kan worden ingezet in oorlogsgebieden waar CBRN-wapens zijn ingezet, maar kan ook worden ingezet bij de bestrijding van incidenten waarbij al dan niet moedwillig stoffen zijn verspreid die hetzelfde effect hebben als CBRN-wapens. Bij ongelukken valt te denken aan verspreiding van gevaarlijke stoffen door verkeersongevallen, incidenten in een (petro)chemische industrie of een ongeluk met een kerncentrale. Voorbeelden van gevaarlijke stoffen zijn industriële gassen zoals blauwzuur, chloorgas, fosgeen en allerlei soorten zeer giftige insecticiden. Een voorbeeld van een dergelijk incident in vredestijd is de ontsnapping van acrylonitril uit een lekkende treinwagon op het station van Amersfoort op 20 augustus 2002. Moedwillige verspreiding staat veelal gelijk aan terrorisme, hierbij valt te denken aan een aanslag met een chemisch wapen of een zogenaamde vuile bom. Het in kaart brengen van risico's en vervuilingen waarmee de militair in vredestijd én in missiegebieden in contact kan komen zou eveneens een opdracht voor 101 CBRN-verdedigingscompagnie kunnen zijn.